# Styposis flavescens
Styposis flavescens là một loài nhện trong họ Theridiidae.
Loài này thuộc chi Styposis. Styposis flavescens được Eugène Simon miêu tả năm 1894.